# Jacques de Milly

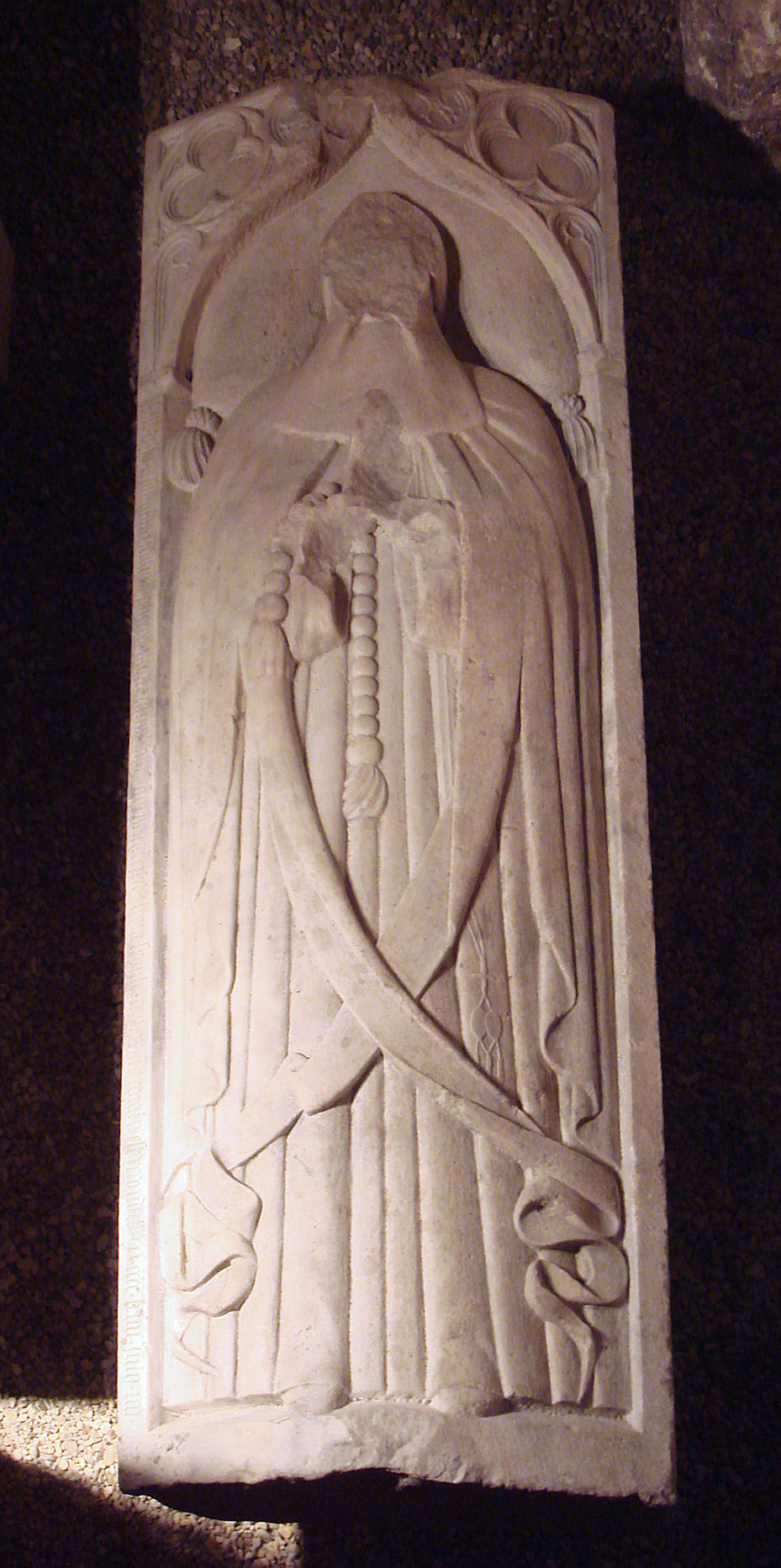
Pedra sepulcral de Milly conservada al museu de Cluny.

Jacques de Milly (?-17 d'agost de 1461) fou Mestre de l'Hospital entre 1454 i 1461. Era originari de la Llengua d'Alvèrnia.
Sota el seu mestratge  Rodes va continuar essent el bastió inexpugnable de l'Occident Cristià a Orient, ja que els mamelucs la tenien constantment assetjada.